# Así en la villa como en el cielo
Así en la villa como en el cielo é uma telenovela argentina produzida pela Pol-ka Producciones e exibida pelo Canal 13 em 1971.

## Elenco
- Carlos Artigas - Piguyi
- Liliana Bernard - Julita
- Guillermo Bredeston - Daniel
- Jorge Butron - Bissio
- Rudy Carrié - Rata
- Soledad Silveyra
- Arturo Puig